# تپه سراج‌محله ۱
تپه سراج محله ۱ مربوط به عصر آهن است و در شهرستان گلوگاه، بخش کلباد، دهستان آزادگان، شمال روستای سراج محله واقع شده و این اثر در تاریخ ۲۶ اسفند ۱۳۸۶ با شمارهٔ ثبت ۲۲۰۲۵ به‌عنوان یکی از آثار ملی ایران به ثبت رسیده است.